# マルグレーテ・ア・ダンマーク (1895-1992)
マルグレーテ・ア・ダンマーク（デンマーク語: Prinsesse Margrethe af Danmark, 1895年9月17日 - 1992年9月18日）は、デンマークの王族。クリスチャン9世の孫娘にあたる。

## 生涯
クリスチャン9世の三男ヴァルデマー王子とその妻でシャルトル公ロベール・ドルレアンの娘であるマリーの間の第5子、長女として生まれた。全名はマルグレーテ・フランソワーズ・ルイーセ・マリーエ・ヘレーネ（Margrethe Françoise Louise Marie Helene）。デンマーク王家はルター派信徒だったが、両親の婚姻契約に基づき、娘のマルグレーテだけは母と同じカトリック信徒として育てられた。一家は王室の末席に位置しており、4人の兄たちのうち3人が貴賤結婚によって王位継承権を放棄している。
1921年6月9日にコペンハーゲンにおいて、パルマ公ロベルト1世の息子ルネと結婚した。ルネはオーストリア皇后ツィタの弟である。この結婚に伴い、デンマーク議会はカトリック信徒との結婚を根拠にマルグレーテ王女の王位継承資格を剥奪した。
夫妻は子供たちとともにフランスで暮らしたが、1939年にナチス・ドイツのフランス侵攻が起きると国外に逃れ、スペイン、ポルトガルを経てアメリカ合衆国に避難した。
1992年、97歳の誕生日を迎えた翌日にコペンハーゲンで死去した。

## 子女
夫との間に3男1女をもうけた。
- ジャック・マリア・アントワーヌ・ロベール・ワルドマル・シャルル・フェリックス・シクスト・アンスガル（1922年 - 1964年） - 1947年、ビアギッテ・ア・ホルスタイン＝リズラボー女伯と結婚
- アンヌ・アントワネット・フランソワーズ・シャルロット・ジタ・マルグリット（1923年 - 2016年） - 1948年、ルーマニア元国王ミハイ1世と結婚
- ミシェル・マリー・グザヴィエ・ワルドマル・ジョルジュ・ロベール・カール・エマール（1926年 - 2018年） - 1951年、ブロイ公女ヨランドと結婚（1999年離婚）、2003年にイタリア王女マリーア・ピアと再婚
- アンドレ・マリー（1928年 - 2011年） - 1960年、Marina Gacryと結婚